# Holochelus aequinoctialis
Holochelus aequinoctialis (Herbst, 1790) è un coleottero appartenente alla famiglia Scarabaeidae. 

## Descrizione

### Adulto
H. aequinoctialis si presenta come un coleottero di medie dimensioni. È caratterizzato da un corpo tozzo, dal color marrone-rossiccio e da una pubescenza piuttosto densa in prossimità del torace.

### Larva
Le larve si presentano come vermi bianchi dalla forma a "C". Sono dotate di testa e zampe sclerificate e lungo i fianchi presentano una fila di forellini chitinosi che servono all'insetto per respirare sotto terra.